# Arrondissements des Hauts-de-Seine

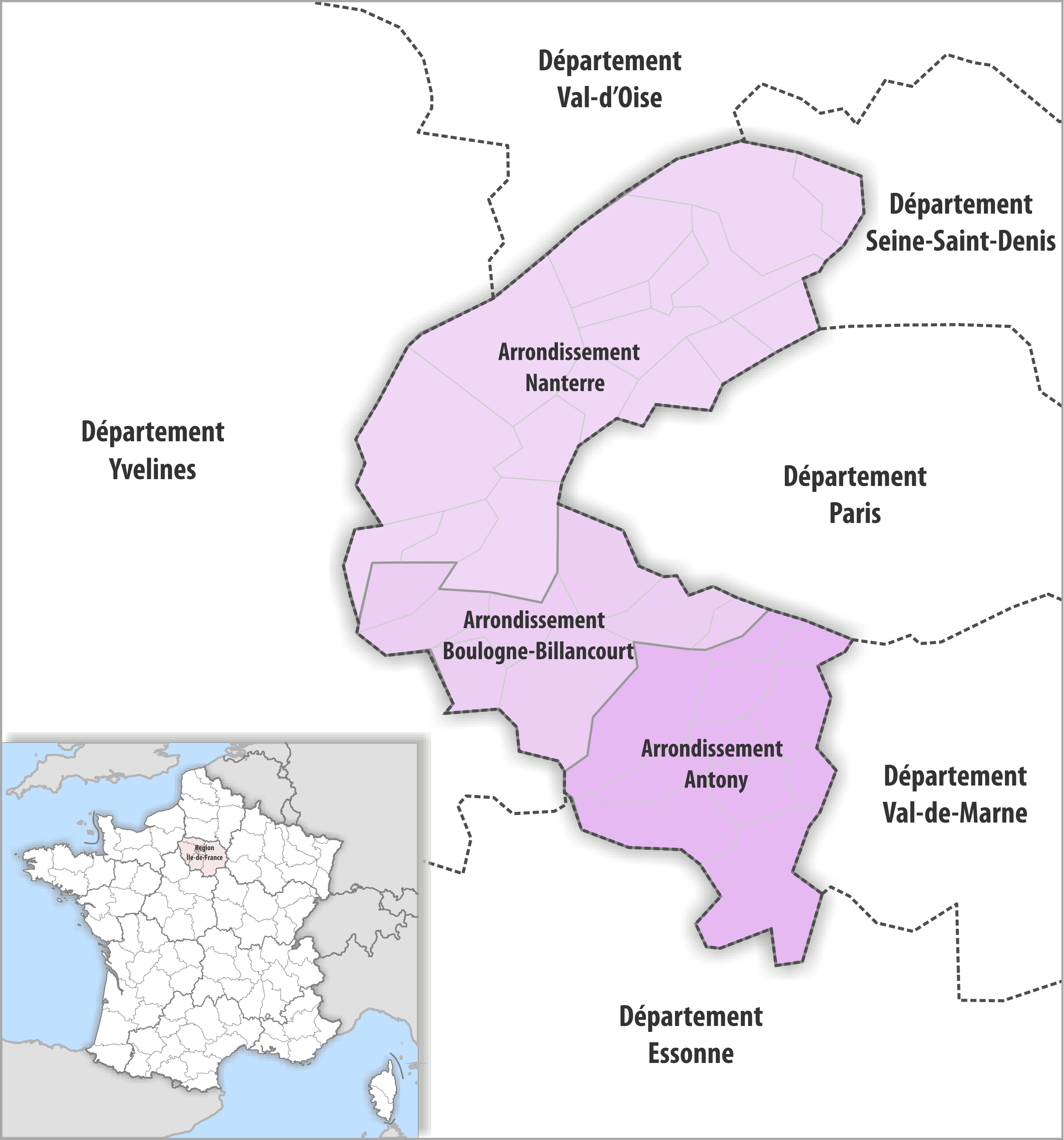
Les arrondissements des Hauts-de-Seine en 2019.

Le département des Hauts-de-Seine comprend trois arrondissements.

## Composition
| Nom                                    | Code Insee | Superficie (km2) | Population (dernière pop. légale) | Densité (hab./km2) | Modifier             |
| -------------------------------------- | ---------- | ---------------- | --------------------------------- | ------------------ | -------------------- |
| Arrondissement d'Antony                | 921        | 47,40            | 408 084 (2022)                    | 8 609              | modifier les données |
| Arrondissement de Boulogne-Billancourt | 923        | 36,50            | 318 738 (2022)                    | 8 733              | modifier les données |
| Arrondissement de Nanterre             | 922        | 91,80            | 920 613 (2022)                    | 10 028             | modifier les données |
| Hauts-de-Seine                         | 92         | 176,00           | 1 647 435 (2022)                  | 9 360              | modifier les données |

## Histoire
- 1968 : création du département des Hauts-de-Seine à partir de 9 communes de Seine-et-Oise et 27 communes de la Seine : Antony, Nanterre
- 1972 : création de l'arrondissement de Boulogne-Billancourt
- Au 1er janvier 2017, une réorganisation des arrondissements est effectuée, pour mieux intégrer les récentes modifications des intercommunalités; 3 communes sur 36 sont affectées : 2 passent de Boulogne-Billancourt vers Nanterre et une passe d'Antony à Boulogne-Billancourt[1].